# British Champions Fillies' and Mares' Stakes
Groupe 1
Les British Champions Fillies' and Mares' Stakes est une course hippique de plat se déroulant en octobre à Ascot en Angleterre.

## Caractéristiques et histoire
C'est une course de groupe 1 ouverte aux juments de 3 ans et plus, disputée sur la distance de 2 414 mètres. Elle se court le jour du "British Champions day", en même temps que la British Champions Long Distance Cup, les British Champions Sprint Stakes, les Queen Elizabeth II Stakes et les Champion Stakes. L'allocation s'élève à 500 000 £.
La première édition de cette course eut lieu en 1946, sous le nom de Princess Royal Stakes. Après l'instauration du système des groupes en 1971, les Princess Royal Stakes sont classés groupe 3, puis promu groupe 2 en 2008 et renommée Pride Stakes (en hommage à la championne Pride). La course a pris son appellation actuelle en 2011, quand fut créé le British Champions Day. Elle accède au statut groupe 1 en 2013.

## Palmarès depuis 2013
| Année | Vainqueur         | Âge | Pays        | Père              | Jockey            | Entraîneur          | Propriétaire            | Deuxième        | Troisième         | Temps   |
| ----- | ----------------- | --- | ----------- | ----------------- | ----------------- | ------------------- | ----------------------- | --------------- | ----------------- | ------- |
| 2024  | Kalpana           | 3   | Royaume-Uni | Study of Man      | William Buick     | Andrew Balding      | Juddmonte Farms         | Wingspan        | Tiffany           | 2'29"57 |
| 2023  | Poptronic         | 4   | Royaume-Uni | Nathaniel         | Sam James         | Karl Burke          | David & Yvonne Blunt    | Bluestocking    | Jackie Oh         | 2'28"29 |
| 2022  | Emily Upjohn      | 3   | Royaume-Uni | Sea The Stars     | Lanfranco Dettori | John & Thady Gosden | Andrew Lloyd Weber      | Thunder Kiss    | Insinuendo        | 2'33"76 |
| 2021  | Eshaada           | 3   | Royaume-Uni | Muhaarar          | Jim Crowley       | Roger Varian        | Shadwell Estate Co. Ltd | Albaflora       | Snowfall          | 2'34"05 |
| 2020  | Wonderful Tonight | 3   | Royaume-Uni | Le Havre          | William Buick     | David Menuisier     | Christopher Wright      | Dame Malliot    | Passion           | 2'37"84 |
| 2019  | Star Catcher      | 3   | Royaume-Uni | Sea The Stars     | Lanfranco Dettori | John Gosden         | Anthony Oppenheimer     | Delphinia       | Sun Maiden        | 2'28"48 |
| 2018  | Magical           | 3   | Irlande     | Galileo           | Ryan Moore        | Aidan O'Brien       | Smith, Magnier & Tabor  | Coronet         | Lah Ti Dar        | 2'33"28 |
| 2017  | Hydrangea         | 3   | Irlande     | Galileo           | Ryan Moore        | Aidan O'Brien       | Smith, Magnier & Tabor  | Bateel          | Coronet           | 2'40"82 |
| 2016  | Journey           | 4   | Royaume-Uni | Dubawi            | Lanfranco Dettori | John Gosden         | George Strawbridge      | Speedy Boarding | Queen's Trust     | 2'28"41 |
| 2015  | Simple Verse      | 3   | Royaume-Uni | Duke of Marmalade | Andrea Atzeni     | Ralph Beckett       | Qatar Racing Ltd        | Journey         | Beautiful Romance | 2'32"01 |
| 2014  | Madame Chiang     | 4   | Royaume-Uni | Archipenko        | Jim Crowley       | David Simcock       | Kirsten Rausing         | Silk Sari       | Chicquita         | 2'38"76 |
| 2013  | Seal of Approval  | 4   | Royaume-Uni | Authorized        | George Baker      | James Fanshawe      | T.R.G. Vestey           | Belle De Crecy  | Talent            | 2'39"09 |